# При попытке к бегству
«При попытке к бегству» — советский чёрно-белый художественный фильм 1965 года, снятый Татьяной Березанцевой на киностудии «Молдова-фильм».
Премьера фильма состоялась 13 декабря 1965 года. Фильм посмотрели 11,2 млн зрителей.

## Сюжет
Солдат Штефан Бребу отказывается выполнить приказ о стрельбе в безоружных крестьян. Он становится свидетелем на трибунале, где ему предлагают дать ложные показания, но Штефан решает говорить правду. Власти понимают, что его показания могут разоблачить их, поэтому приказывают убить его «при попытке к бегству». На пути к трибуналу Штефану помогает шофёр и крестьянская девушка Луминица, которые помогают ему скрыться от преследования. Штефану удаётся добраться до суда и изменить ход процесса своими показаниями. Однако после окончания суда он всё равно отправляется в тюрьму.

## В ролях
- Василе Брескану — Штефан Бребу
- Сергей Дворецкий — Бачу, конвоир
- Валерий Квитка — Тутовяну, конвоир
- Джемма Осмоловская — Луминица
- Валентин Стоянов — Маковей, начальник конвоя
- Ион Музика — шофёр машины конвоя

## Съёмочная группа
- Режиссёр: Татьяна Березанцева
- Сценаристы: Константин Кондря, Самсон Шляху
- Оператор: Леонид Проскуров
- Композитор: Василий Загорский
- Художники: Станислав Булгаков, Аурелия Роман